# Predator: Prey
Predator: Prey (oryg. Prey, pol. Ofiara) – amerykański film akcji sci-fi z 2022 roku w reżyserii Dana Trachtenberga, prequel serii Predator.

## Fabuła
Akcja filmu rozgrywa w 1719 roku i skupia na plemieniu Komanczów. Młoda wojowniczka imieniem Naru próbuje ochronić swój lud, gdy okazuje się, że jej współplemieńcom zagraża wyposażony w zaawansowaną broń łowca z kosmosu.

## Obsada
- Amber Midthunder jako Naru
- Dakota Beavers jako Taabe, brat Naru
- Dane DiLiegro jako Predator
- Stormee Kipp jako Wasape
- Michelle Thrush jako Aruka, matka Naru
- Julian Black Antelope jako wódz Kehetu
- Mike Paterson jako „Big Beard”
- Bennett Taylor jako Raphael Adolini

## Produkcja
Prace nad filmem rozpoczęły się jeszcze w trakcie produkcji poprzedniego filmu o Predatorze z 2018 roku, kiedy to producent John Davis został poproszony przez Dana Trachtenberga o przedstawienie jego koncepcji, nad którą pracowali od 2016 roku. Była prezes 20th Century Studios Production, Emma Watts, przyspieszyła prace nad filmem, zanim zrezygnowała ze stanowiska w styczniu 2020 roku.
W grudniu 2019 roku film ukryto pod nazwą Skulls, jego reżyserem miał być Trachtenberg, a scenarzystą Patrick Aison.
W listopadzie 2020 roku ujawniono, że tytuł Skulls to kryptonim piątej części z serii filmów Predator. Jednak nie miał być on powiązany z wydarzeniami z poprzedniej części. Po ogłoszeniu tego faktu Trachtenberg zaznaczył, że pierwotnym zamiarem było stworzenie filmu bez odniesień do Predators z 2010 roku, co jednak było już niemożliwe po potwierdzeniu, że film jest częścią franczyzy. W maju 2021 roku Amber Midthunder została obsadzona w głównej roli, a 12 listopada 2021 roku ogłoszono jego oficjalny tytuł oraz datę premiery.
Zdjęcia kręcono w Calgary w Kanadzie i zakończono je we wrześniu 2021 roku.

## Odbiór

### Reakcja krytyków
Film spotkał się z pozytywną reakcją krytyków. W agregatorze recenzji Rotten Tomatoes 93% z 241 recenzji uznano za pozytywne, a średnia ocen wystawionych na ich podstawie wyniosła 7,60. Z kolei w agregatorze Metacritic średnia ważona ocen z 42 recenzji wyniosła 71 punktów na 100.